# Línguas uralo-altaicas
As línguas uralo-altaicas são um grupo de idiomas formado pela união das línguas urálicas com as línguas altaicas. Embora no passado tenha sido aceita a teoria de que os dois grupos surgiram de um ancestral comum, atualmente essa teoria é rejeitada pela grande maioria dos linguistas. Entretanto, o termo ainda é às vezes usado em alguns atlas devido às grandes semelhanças tipológicas entre a quase totalidade dos idiomas que compõem essa família, entre as quais a harmonia vocálica, o uso extensivo de casos gramaticais, a ausência de gênero e a morfologia fortemente aglutinante.

## Línguas Urálicas
As línguas urálicas constituem uma família de línguas com aproximadamente 30 diferentes idiomas falados por cerca de 20 milhões de pessoas. Compreendem três grupos principais: o ramo das línguas úgricas, o ramo das línguas fino-permianas e o grupo dos idiomas samoiedos. As três línguas com maior número de falantes do grupo são: estoniano, finlandês e húngaro, contando ainda com o lapão e o samoiedo. Uma relação com as línguas yukaghir também é proposta.
- As línguas fino-úgricas são o húngaro, o khanty e o mansi.

- As línguas fino-permianas mais faladas são o finlandês e o estoniano. Outras línguas do grupo ainda faladas atualmente são: o komi, o komi-permyak, o udmurte, o mari, o erzya, o moksha, o carélio e o lapão. Dentre as línguas mortas encontram-se o vótico e o livônio.

- As línguas samoiedas são subdivididas em samoiedas setentrionais e samoiedas meridionais.

1. As samoiedas setentrionais são o enets, o nenets (ou yurak), o nganasan ou tavgy/tawgy, e o yurats;
2. e as samoiedas meridionais são o kamassiano ou kamas, o mator e o selkup.

- As línguas yukaghir: As duas línguas yukaghir, com as quais também é proposta uma relação com as línguas uralianas, são a yukaghir setentrional e a yukaghir meridional.

## Línguas Altaicas
A família das línguas altaicas é uma família linguística ainda mal atestada, incluindo 60 idiomas e falada por cerca de 250 milhões de habitantes, concentrados na Ásia Central. Incluem as línguas Túrquicas, Mongólicas e Tungúsicas. A relação genética entre os idiomas desta família é altamente controvertida, nunca tendo sido conclusivamente demonstrada. 
Alguns têm proposto que o coreano e as línguas japônicas deveriam ser, originalmente, línguas altaicas, mas que divergiram bastante do restante do grupo. Esta hipótese é ainda mais controversa que aquela que limita o grupo altaico a, apenas, as línguas túrquicas, mongólicas e tungúsicas.
- As línguas túrquicas incluem a maioria das línguas da Ásia Central, como o turco, o azeri, o turcomeno, o tártaro, o usbeque, o cazaque e o uigur, entre vários outros idiomas menores.

- As línguas mongólicas incluem principalmente o mongol e o buriate.

- As línguas tungúsicas, que têm poucos falantes, incluem o manchu, o xibe e o evenki, além de várias línguas mortas ou quase mortas.

- As línguas japônicas são o japonês e os idiomas menores falados no arquipélago de Ryukyu, dentre os quais o okinawano é o mais falado.

- O coreano é uma língua isolada. Em alguns atlas linguísticos o coreano e as línguas japônicas são reunidas num único grupo, o coreio-nipônico.